# Cordylus cloetei
Cordylus cloetei är en ödleart som beskrevs av  Victor Mouton och VAN WYK 1994. Cordylus cloetei ingår i släktet Cordylus och familjen gördelsvansar. Inga underarter finns listade i Catalogue of Life.